# فارست (آریزونا)
فارست (به انگلیسی: Forrest) یک منطقهٔ مسکونی در ایالات متحده آمریکا است که در آریزونا واقع شده‌است. فارست ۱٬۲۷۹ متر بالاتر از سطح دریا واقع شده‌است.